# Cheyne Rahme
Cheyne Rahme (ur. 23 stycznia 1991) – południowoafrykański lekkoatleta, tyczkarz.

## Osiągnięcia
| Rok  | Impreza                               | Miejsce   | Pozycja     | Wynik   |
| ---- | ------------------------------------- | --------- | ----------- | ------- |
| 2007 | Mistrzostwa świata juniorów młodszych | Ostrawa   | 7. miejsce  | 4,75    |
| 2008 | Mistrzostwa świata juniorów           | Bydgoszcz | 11. miejsce | 5,00    |
| 2008 | Igrzyska Wspólnoty Narodów Juniorów   | Pune      | 2. miejsce  | 5,20    |
| 2009 | Mistrzostwa Afryki juniorów           | Bambous   | 1. miejsce  | 5,30 CR |
| 2014 | Mistrzostwa Afryki                    | Marrakesz | 1. miejsce  | 5,41    |
| 2014 | Puchar interkontynentalny             | Marrakesz | 6. miejsce  | 5,20    |

Rahme jest medalistą mistrzostw RPA w różnych kategoriach wiekowych (seniorzy, juniorzy, kadeci).

## Rekordy życiowe
- skok o tyczce – 5,50 (2010) rekord Afryki juniorów